# Юсупов, Рафаэль Мидхатович
Рафаэ́ль Мидхатович Юсу́пов (тат. Рафаэл Мидхәт улы Йосыпов; 17 июля 1934, Казань — 7 ноября 2024) — советский и российский учёный, член-корреспондент РАН, доктор технических наук, директор (с 2018 года научный руководитель) Санкт-Петербургского института информатики и автоматизации РАН (1991—2018). Автор и соавтор более 350 научных трудов, в том числе 17 монографий и учебников, 12 изобретений. По национальности татарин.

## Биография
В 1958 году окончил Ленинградскую военно-воздушную инженерную академию имени А. Ф. Можайского (инженер-электрик); по 1989 год служил в ВС СССР. В 1964 году окончил Ленинградский государственный университет имени А. А. Жданова (математик). В 1968 году присуждена степень доктора технических наук, с 1974 г. — профессор.
В 1958—1985 годах, проходя службу в Военной академии имени А. Ф. Можайского, Р. М. Юсупов занимал должности инженера (1958—1959), старшего инженера (1959), научного сотрудника (1959—1960), адъюнкта (1960—1962), старшего научного сотрудника (1962—1967), начальника научно-исследовательской лаборатории систем управления летательных аппаратов (1967—1970), заместителя начальника кафедры систем управления ракет и космических аппаратов (1970—1971), начальника кафедры боевой эффективности применения ракетно-космической техники (1971—1976).
В 1976—1985 годах — начальник созданного с его участием, уникального в системе высшего военного образования, факультета сбора и обработки информации Военного инженерного Краснознамённого института имени А. Ф. Можайского. Генерал-майор (1980).
В 1985—1986 годах — начальник направления моделирования стратегических операций Центра оперативно-стратегических исследований ГШ ВС СССР.
В 1991—2018 годах — директор Санкт-Петербургского института информатики и автоматизации РАН.
С 2018 года — научный руководитель Санкт-Петербургского института информатики и автоматизации РАН.
Умер 7 ноября 2024 года в возрасте 90 лет.

## Научная деятельность
Специалист в области информатики, моделирования, теории управления (теория адаптивных систем, идентификация, теория чувствительности), информатизации общества и информационной безопасности.
Создатель отечественной школы по теории чувствительности сложных информационно-управляющих систем (совместно с профессором ЛКИ Е. Н. Розенвассером), опубликованной в монографии Yusupov R., Rozenwasser E. Sensitivity of Automatic Control Systems. — London etc.: CRS Press, 1999. — 436 p.
Развил в теории моделирования новое научное направление, названное им квалиметрией моделей. Значительные результаты получены им при разработке концептуальных и научно-методологических основ информатизации и информационного общества. В этой области им подготовлена монография «Научно-методические основы информатизации общества». Под его руководством и с его участием разработаны Концепции информатизации Ленинградского экономического региона и Стратегия перехода Санкт-Петербурга к информационному обществу.
На основе предложенной им экономико-математической модели информационного общества разработана новая параметрическая модель развития науки, обобщающая известную модель ускоренного развития и позволяющая анализировать «поведение» науки в зависимости от ряда параметров (объём финансирования, численность учёных, старение знаний, «утечка умов» и т. д.).
Научно-организаторская деятельность: член Президиума СПбНЦ РАН, председатель Объединённого научного Совета центра по информатике, связи и управлению, член Научного совета при Совете безопасности РФ, заместитель председателя Научного совета по информатизации Санкт-Петербурга, член Северо-Западной секции содействия развитию экономической науки РАН, член Совета РАН «Научные телекоммуникации и информационная инфраструктура», член Российского национального комитета по автоматическому управлению, член редколлегий ряда отечественных и зарубежных журналов и т. д. Декан факультета «Национальная безопасность» Института военно-технического образования и безопасности СПбГТУ, заведующий базовой кафедрой «Автоматизация научных исследований» СПбГЭТУ.
Благодаря усилиям Юсупова в области научно-организаторской деятельности, в сложных кризисных условиях институт не только сохранил, но и увеличил свой интеллектуальный потенциал и стал одним из ведущих научных учреждений в области информатики и автоматизации.
Ввёл в научный оборот термин геофизическая кибернетика.
Автор более 500 научных трудов, 40 монографий, учебников и учебных пособий, 19 изобретений. Среди учеников Юсупова 12 докторов наук и 46 кандидатов наук.
Основатель Музея истории школы Карла Мая.

## Награды
- Почётный радист СССР (1974)
- Орден Красной Звезды (1978)
- Первая премия и медаль за лучшую научную работу (1983, Министерство высшего и среднего специального образования СССР)
- Орден Почёта (16 марта 1999) — за заслуги перед государством, высокие достижения в производственной деятельности и большой вклад в укрепление дружбы и сотрудничества между народами[3]
- Орден «За заслуги перед Отечеством» IV степени (5 мая 2005) — за выдающийся вклад в развитие отечественной науки и многолетнюю плодотворную деятельность[4]
- Заслуженный деятель науки и техники РСФСР (1984)
- Медали
- Орден «Дуслык» (15 апреля 2024, Татарстан, Россия) — за плодотворное сотрудничество с Республикой Татарстан в области науки и образования, активную общественную деятельность[5]
- Орден «Содружество» (28 ноября 2013, Межпарламентская ассамблея СНГ) — за активное участие в деятельности Межпарламентской Ассамблеи и её органов, вклад в укрепление дружбы между народами государств — участников Содружества Независимых Государств[6]
- Почётный знак «За заслуги в развитии печати и информации» (12 апреля 2018, Межпарламентская ассамблея СНГ) — за значительный вклад в формирование и развитие общего информационного пространства государств — участников Содружества Независимых Государств, реализацию идей сотрудничества в сфере печати и информации[7]
- Почётная грамота Российской академии наук (26 июня 2024) — за добросовестный труд, большой вклад в развитие российской науки, высокий профессионализм, ответственное отношение к работе и в связи с юбилеем
- [посмертно] Премия имени Ковалёва СПбО РАН за достижения в области технических наук (2014)[8] — за цикл работ по интеллектуализации систем проактивного управления жизненным циклом сложных технических объектов